# Zahnschmuck

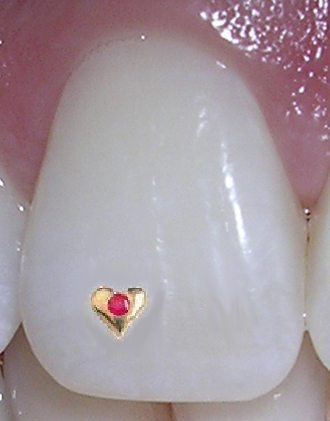
Twinkle auf dem rechten oberen mittleren Schneidezahn (Simulation)

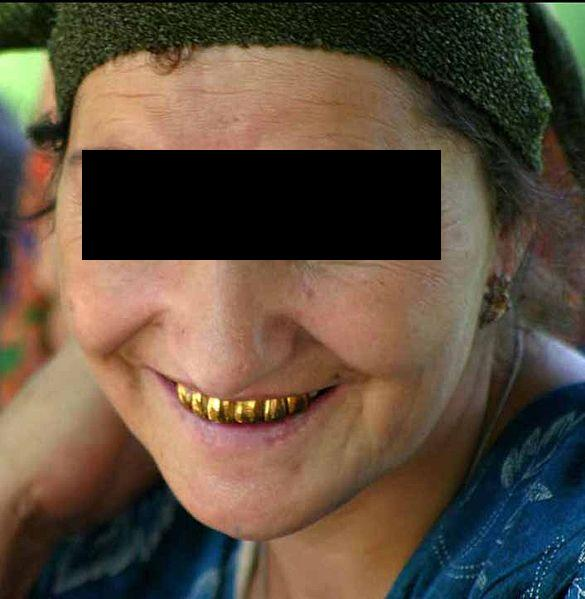
Gestanzte unverblendete Goldkronen auf Oberkiefer-Schneidezähnen

Zahnschmuck ist der Oberbegriff für eine Vielzahl von stark modisch bestimmten Zahnverzierungen wie Twinkles (Brillies), Dazzler und Grills.
Auch künstliche Zahnkronen können in manchen Fällen als Zahnschmuck in Frage kommen. In manchen Ländern Osteuropas gelten unverblendete Goldkronen als Zeichen von Reichtum. Dabei werden oft auch ungeschädigte Zähne überkront, ein Verstoß gegen die ärztliche Fürsorge- und Sorgfaltspflicht.
Twinkles (von englisch to twinkle „blitzen“) oder Brillies sind Zahnschmuck mit Rubinen, Diamanten oder der Edelsteinimitation Strass als Halbrelief.
Dazzler (von englisch to dazzle „blenden“) bestehen aus einer verzierten Goldfolie.
Zu Grills siehe Hauptartikel: Grill (Schmuck)

## Befestigung
Twinkles und Dazzler werden, ähnlich wie Brackets in der Kieferorthopädie, mit Hilfe der Säure-Ätztechnik (Aufrauung der Oberfläche des Zahnschmelzes durch Ätzen mit Phosphorsäure) mit einem Kompositharz auf den Zahn geklebt (Bonding) und können ohne bleibende Schäden an den Zähnen wieder entfernt werden, wenn die Eingliederung und die Entfernung fachgerecht (von einem Zahnarzt) vorgenommen werden. Grills werden individuell mit Hilfe einer Abformung hergestellt und dann eingegliedert.

## Kosten und Verweildauer
Die Eingliederung von Zahnschmuck ist eine kosmetische Leistung und unterliegt somit nicht der Gebührenordnung für Zahnärzte (GOZ). Die Kosten variieren je nach eingesetzter Technik und Zahnarztpraxis.
Die Haltbarkeit (Verweildauer) liegt nach Schätzungen bei 1 bis 2 Jahren.

## Trivia
Einer der ersten prominenten Personen, die einen diamantbesetzten Zahn hatten, ist der Musiker Mick Jagger.